# 目指せ!アイドルMVP
目指せ！アイドルMVP（めざせ アイドルMVP）は、アイドルがあらゆる企画へチャレンジし、企画ごとにMVPを選出、MVPに輝いたアイドルは、様々なオリジナル番組や、特別ステージへの出演権を獲得し、自分をさらにPRできるという、アイドル応援企画である。

## 概要
それぞれのアイドルがその都度出題されるお題に対して挑戦し、「MVP」だと思えるような活躍をしたアイドルが、アイドルMVPが用意した番組への出演権を獲得する。

## 過去に実施された企画

### 第1回／アイドル応援アプリCHEERZとのコラボ企画〈予選イベント〉
自己PR動画を投稿したアイドルの中から、再生数上位3名のアイドルと、CHEERZでのCHEER数獲得上位3名の、合計6名のアイドルが食レポ番組の出演権を獲得。

#### 出演枠
- 渋谷のビジョン（7箇所）
  1. ABCマートビジョン
  2. アドアーズビジョン
  3. シグマビルビジョン
  4. ヒューマックスパビリオンビジョン
  5. センタービルビジョン
  6. KN渋谷2ビジョン
  7. タワーレコードビジョン
- 電車内サイネージ
東京メトロ南北線、東急目黒線・東横線に乗り入れをしている、埼玉高速鉄道の車輌に搭載されているデジタルサイネージ。
- アイドルMVP公式YouTubeチャンネル

#### 参加アイドル一覧
- 自己PR動画企画
  - サーヤ（アトランティス城）
  - ななみ（月と太陽）
  - るか（Honey Bunny）
  - 恒松りゆ（青SHUN学園）
  - 佐藤杏莉（choco'to カカオ％）
  - 小泉花恋
  - 猫上まゆ（choco'to カカオ％）
  - 相谷麗菜（ミライスカート）
- CHEERZ企画
  - 相谷麗菜（ミライスカート）
  - 小泉花恋
  - サーヤ（アトランティス城）
  - 永山風花（DIANNA☆SWEET）
  - ななみ（月と太陽）
  - 渡辺結菜 （ORANGE PORT）

#### 第1回結果発表
- 自己PR動画企画上位3名
  - 〈1位〉小泉花恋
  - 〈2位〉相谷麗菜（ミライスカート）
  - 〈3位〉恒松りゆ（青SHUN学園）
  - 〈4位〉サーヤ（アトランティス城）
- CHEERZ企画上位3名
  - 〈1位〉ななみ（月と太陽）
  - 〈2位〉永山風花（DIANNA☆SWEET）
  - 〈3位〉相谷麗菜（ミライスカート）

※相谷麗菜（ミライスカート）が、ともに上位3名へランクインしたため、動画再生数4位のサーヤ（アトランティス城）が繰り上げで出演権獲得となった。

### 第2回／アイドル応援アプリCHEERZとのコラボ企画〈決勝イベント〉
予選イベントを勝ち上がった6名のアイドルの中から、CHEER数獲得上位1名のアイドルが食レポ情報番組の出演権を獲得。

#### 出演枠
- 渋谷のビジョン（7箇所）
  1. ABCマートビジョン
  2. アドアーズビジョン
  3. シグマビルビジョン
  4. ヒューマックスパビリオンビジョン
  5. センタービルビジョン
  6. KN渋谷2ビジョン
  7. タワーレコードビジョン
- 内サイネージ
東京メトロ南北線、東急目黒線・東横線に乗り入れをしている、埼玉高速鉄道の車輌に搭載されているデジタルサイネージ。
- アイドルMVP公式YouTubeチャンネル

#### 参加アイドル一覧
- 小泉花恋
- 相谷麗菜（ミライスカート）
- 恒松りゆ（青SHUN学園）
- サーヤ（アトランティス城）
- ななみ（月と太陽）
- 永山風花（DIANNA☆SWEET）

#### 第2回結果発表
ななみ（月と太陽）が優勝し、アイドルMVPの番組出演権を獲得。